# Ilona Jense-van Haarst
I.M.M. (Ilona) Jense-van Haarst (Delfzijl, 15 februari 1979) is een Nederlands juriste, politica en bestuurster. Ze is lid van de VVD. Sinds 1 oktober 2022 is ze burgemeester van Hulst.

## Jeugd, opleiding en loopbaan
Jense-van Haarst is geboren in Delfzijl en verhuisde op haar vijfde naar Vlissingen wegens het werk van haar vader als loods. Ze studeerde rechtsgeleerdheid in Utrecht. Daarna was zij onder andere werkzaam als stafjurist bij de Haagse Orde van Advocaten en leverde ze als zzp'er bedrijfsondersteuning, was ze actief in de evenementenorganisatie en was ze juridisch adviseur.

## Politieke loopbaan
Jense-van Haarst werd tijdens haar studie rond 2000 lid van de JOVD. Van 2010 tot 2018 was zij gemeenteraadslid in Pijnacker-Nootdorp namens de VVD, waarvan de laatste vier jaar als fractievoorzitter. Vanaf 25 april 2018 was zij daar wethouder en 1e locoburgemeester en had zij in haar portefeuille onder andere ruimtelijke ordening, economie, bedrijventerreinen, winkelcentra, verkeer, mobiliteit, water en klimaat. Op 7 september 2022 legde zij om privéredenen haar functie neer als wethouder van Pijnacker-Nootdorp.

## Burgemeester van Hulst
Jense-van Haarst werd op 7 juli 2022 door de gemeenteraad van Hulst voorgedragen als nieuwe burgemeester, als opvolger van CDA'er Jan-Frans Mulder. Op 19 september van dat jaar werd bekendgemaakt dat de minister van Binnenlandse Zaken en Koninkrijkrelaties heeft besloten haar voor te dragen voor benoeming bij koninklijk besluit met ingang van 1 oktober 2022. Op 12 oktober van dat jaar werd zij beëdigd en geïnstalleerd.
Jense-van Haarst heeft als burgemeester van Hulst gemeentelijke wetgeving, volksgezondheid, openbare orde & veiligheid, cybercrime, algemene plaatselijke verordening (APV), bestuurlijke coördinatie, grensoverschrijdende en regionale samenwerking, communicatie, handhaving, burgerzaken, kabinetszaken en personeel & organisatie in haar portefeuille. Zij is onder andere lid van het algemeen bestuur van de Veiligheidsregio Zeeland en de P10 en lid van de bestuurlijke adviescommissie brandweer van het Veiligheidsberaad.

## Persoonlijke levenssfeer
Jense-van Haarst ontmoette haar man tijdens haar studie in Utrecht. Ze hebben samen drie kinderen en woonden sinds 2008 in Pijnacker. Ze vervulde diverse functies in het kerkelijk en maatschappelijk leven. Ze is lid van de Protestantse Kerk in Nederland (PKN). Sinds 1 december 2022 woont Jense met haar gezin in de gemeente Hulst.